# Don Procopio

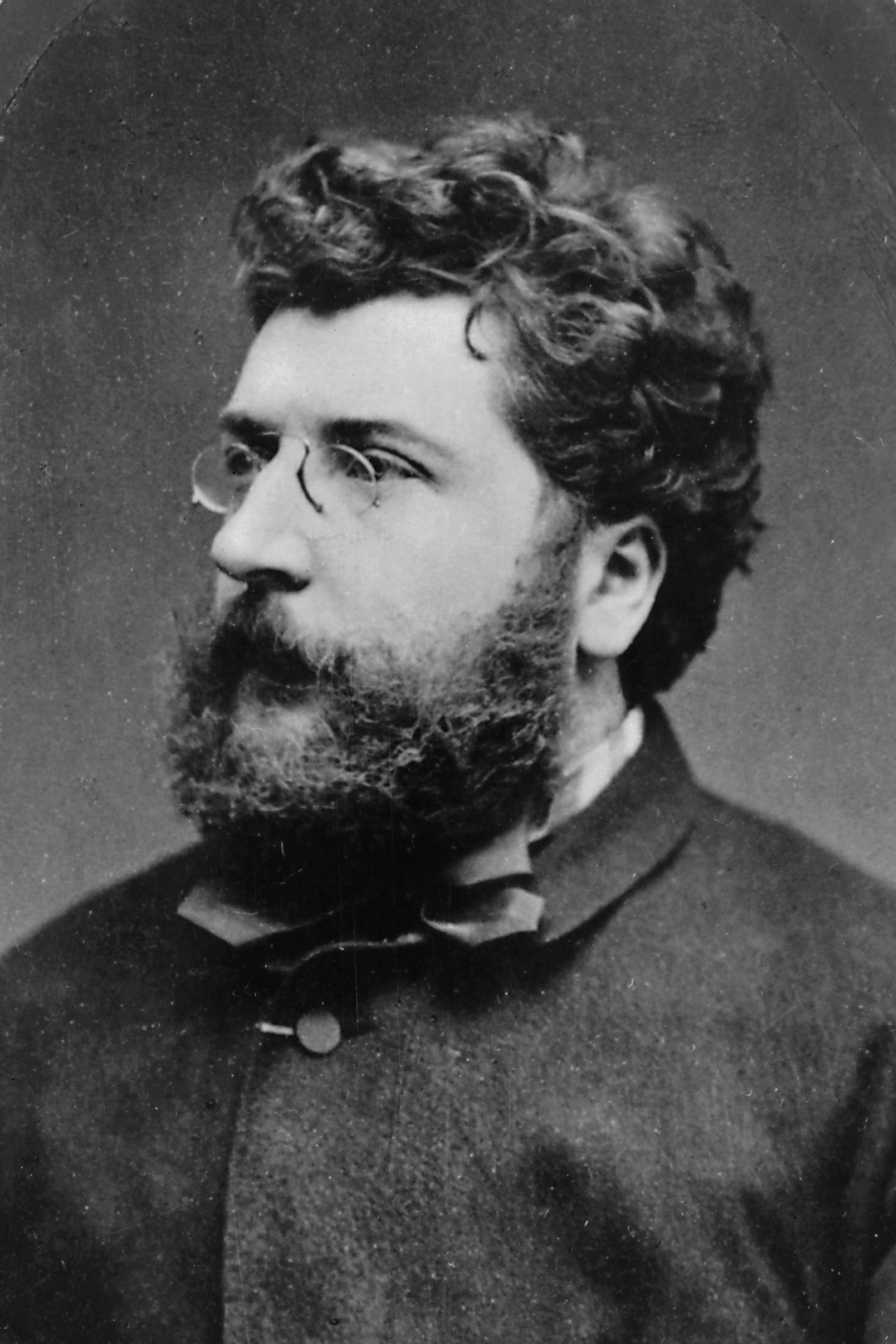
Georges Bizet

Don Procopio es una ópera bufa en dos actos compuesta por Georges Bizet con libreto en italiano completada en 1859, y estrenada en 1906.

## Antecedentes
Bizet paso entre 1857 y 1860 en Italia como ganador del Premio de Roma. Buscando inspiración para una obra nueva para enviar a su hogar, encontró el tema para su ópera en una librería de segunda mano en Roma , escribiendo que la pieza era "una farsa italiana al modo del Don Pasquale de Carlo Cambiaggio (1798–1880)." El texto era una versión reducida de "I pretendenti delusi (1811)" de Giuseppe Mosca (1772–1839).
Desarrolló la composición a lo largo del invierno de 1858–59; Confesó que aún estaba "tratando de encontrar su voz", aunque intencionalmente buscaba un estilo italiano para esta obra. El reporte de los jueces del Premio de Roma describió algunos avances, pero un reporte posterior firmado por Ambroise Thomas criticaba a Bizet por mandar una ópera bufa como su primer encargo y sugería centrar su atención en la música sacra (Bizet falló en enviar una pieza religiosa de cualquier tipo a Roma).

## Historia
Existen tres partituras impresas de Don Procopio, una partitura vocal publicada en 1905 antes del estreno, una partitura completa y una segunda partitura vocal. La segunda y tercera partitura contienen dos arias adaptadas de canciones de Bizet, instrumentos adicionales fueron añadidos a la música. La partitura autógrafa fue descubierta en los papeles dejados por Daniel Auber a su muerte en 1871 y fue adquirida por el Conservatorio de París en 1894.
La primera producción, con edición revisada por Charles Malherbe, se realizó en la Sala Garnier en Monte Carlo el 10 de marzo de 1906, en un doble programa junto con Pagliacci.
Hubo funciones en Barcelona en 1907 y en Roma en 1908. La versión original fue presentada en el Teatro Municipal de Estrasburgo el 6 de febrero de 1958. Lost and Found Opera realizó el estreno en Australia en junio de 2016 en Balcatta, Perth. Opera South (UK) presentó lo que consideraba la más pura composición de Bizet en la Charterhouse School en Inglaterra en octubre del 2016.
Una grabación en ruso, dirigida por Vladimir Yesipov, fue puesta en venta por el sello Melodiya en 1962. La ópera ha sido emitida (e italiano) por la BBC y en 1975 por la Radio Francesa.

## Personajes
| Personaje     | Tesitura | Elenco del estreno 10 de marzo de 1906 (Conductor: Léon Jehin) |
| ------------- | -------- | -------------------------------------------------------------- |
| Don Procopio  | bajo     | Jean Périer                                                    |
| Bettina       | soprano  | Angèle Pornot                                                  |
| Odoardo       | tenor    | Charles Rousselière                                            |
| Ernesto       | barítono | Maximilien-Nicolas Bouvet                                      |
| Don Andronico | barítono | Victor Chalmin                                                 |
| Donna Eufemia | soprano  | Jane Morlet                                                    |
| Pasquino      | barítono | Paolo Ananian                                                  |

## Sinopsis
La trama es casi idéntica a la de Don Pasquale de Donizetti. Don Andronico, un viejo avaro, quiere casar a su sobrina Bettina con otro avaro, Don Procopio, porque le preocupa que un hombre joven gaste todo su dinero.Bettina está enamorada de Odoardo. Ayudada por su tía Eusebia y su hermano Ernesto, planea frustrar las intenciones de los viejos. Procopio está aterrorizado de que Bettina parece ser una gran derrochadora y trata de cancelar el casamiento. Cuando ella insiste en que sigan adelante, él abandona el contrato y huye y Andronico consiente en la unión de los jóvenes amantes.

## Música
La música es brillante, un trabajo lleno de jovialidad, libre de la influencia del maestro de Bizet, Charles Gounod; es una vital y chispeante imitación de Don Pasquale. El idioma familiar es inyectado con originales toques de armonía,orquestación y vueltas melódicas. Los conjuntos son particularmente efectuvos usando todos los recursos de la ópera bufa: voces en terceto, coro de acompañamiento con staccato y repetición de palabras. "Non v'e signor", aria de Ernesto, es un exacto paralelo a "Bella siccome un angelo" de Malatesta – en ambas, el barítonoe describe los encantos de su hermana al hombre viejo.
Bizet usó varias piezas y fragmentos en trabajos posteriores:
- el coro "Cheti piano!" para "Chante, chante encore" del primer acto de Los pescadores de perlas
- "Sulle piume" para la serenata de Smith en La jolie fille de Perth;
- La Marcha del primer acto es tomada del final de su Sinfonía en do mayor de 1855.

## Grabaciones
1948. Broadcast Performance, 16 de julio de 1948, w.Bigot Cond. Lucien Lovano, Joseph Peyron, Gaston Rey, Charles Clavensy, André Basquin, Nadine Renaux & Lina Dachary. CD Malibran
1959. performed in Russian. Conductor Vladimir Yesipov - 1959?(SE) USSR Radio Symphony Orchestra, USSR State Radio Chorus. Don Procopio - Vlasimir Valaitis,Don Odoardo - L Neverov. Don Ernesto - Viktor Selivanov. Don Andronico - Boris Dobrin. Pasquino - A. Korolev. Donna Bettina - Galina Sakharova .Donna Eufemia - K. KonstantinovaBlack Disc - Melodiya CM 04449-52 {2LPS}
1975.Orchestra - Orchestre Lyrique de l’O.R.T.F., Choral Lyrique de l’O.R.T.F.,Conductor Bruno Amaducci. Don Procopio - Jules Bastin, Don Odoardo - Alain Vanzo, Don Ernesto - Robert Massard, Don Andronico - Ernest Blanc, Pasquino - Jean-Louis Soumagnas, Donna Bettina - Mady Mesplé, Donna Eufemia - Lyliane Guitton. Black Disc; - Unique Opera Records Corporation UORC 297 {2LPS} (1976)ª; Bismark Beane MRF 177 (+Le Docteur Miracle +Djamileh) {2LPS} - Le Chant du Monde LDC 278 914 {1CD} (1990)
1986. Rias Jugendorchester, Sandro SANNA, Berlin Alphonso Antoniozzi, Juan-Luque Carmona, Jonathan Barry, Claudio Danuser, Umberto Chiummo, Antonella Muscente, Marina Gentile. CD Bongiovanni.
1998. Orchestra and Chorus of the Warsaw Chamber Opera, Didier Talpain. Witold Zoladkiewicz (Don Procopio), Gabriela Kaminska (Donna Bettina), Iwona Kowalkowska (Donna Eufemia), Olivier Heyte (Don Andronico), Pierre-Yves Pruvot (Don Ernesto), Wojciech Parchelm (Don Odoardo), Bogdan Sliwa (Pasquino) CD Dynamic